# Kalna purvs
Kalna purvs este o arie protejată (arie specială de conservare — SAC, sit de importanță comunitară — SCI, arie de protecție specială avifaunistică — SPA) din Letonia întinsă pe o suprafață de 352,91 ha, integral pe uscat.

## Localizare
Centrul sitului Kalna purvs este situat la coordonatele 57°57′03″N 24°35′18″E / 57.9508°N 24.5884°E.

## Înființare
Situl Kalna purvs a fost declarat arie de protecție specială avifaunistică în decembrie 2003 pentru a proteja 2 specii de animale. Alte tipuri de protecție:
- sit de importanță comunitară (în mai 2004)
- arie specială de conservare (în mai 2004)[1][3][4]

## Biodiversitate
Situată în ecoregiunea boreală, aria protejată conține 6 habitate naturale: Turbării active, Depresiuni pe substraturi de turbă de Rhynchosporion, Taiga vestică, Păduri caducifoliate bătrâne naturale hemiboreale fino-scandinave (Quercus, Tilia, Acer, Fraxinus sau Ulmus) bogate în specii epifite, Păduri caducifoliate de mlaștină fino-scandinave, Mlaștini împădurite.
La baza desemnării sitului se află mai multe specii protejate de  păsări (2): vultur pescar (Pandion haliaetus),  cocoș de munte (Tetrao urogallus)